# Koniferin
Koniferin je přírodní glykosid, jednou jeho složkou je koniferylalkohol. Jedná se o bílou krystalickou látku, která se jako metabolit vyskytuje u jehličnanů. Zde má několik biologických funkcí, mj. je meziproduktem při lignifikaci buněčné stěny. Mimo jehličnany lze koniferin nalézt též ve vodném extraktu kořenu anděliky lékařské (děhel lékařský, Archangelica officinalis).
Jméno je odvozeno od souborného označení pro jehličnany: česky „konifery“, latinsky „Coniferae“.